# Igreja Evangélica do Gabão
A Igreja Evangélica do Gabão (em francês: Église évangélique du Gabon; em inglês: Evangelical Church of Gabon) é uma denominação reformada continental no Gabão, fundada por missionários da Igreja Presbiteriana nos Estados Unidos da América e da Sociedade Missionária Evangélica de Paris, da Igreja Reformada Francesa. O trabalho missionário que deu origem à denominação iniciou-se em 1842. Todavia, ela tornou-se totalmente autônoma apenas em 1961.
A Igreja Evangélica do Gabão é uma denominação reformada de orientação calvinista, com cerca de 30.000 membros e 108 congregações em todo o país. É uma das principais igrejas protestantes do Gabão e membro do Concílio Mundial das Igrejas.

## História
O trabalho missionário que resultou na formação da Igreja Evangélica do Gabão começou em 1842, por missionários do Conselho Americano de Comissários para Missões Estrangeiras.
Em 1870, o Conselho de Missões Estrangeiras da Igreja Presbiteriana nos Estados Unidos da América assumiu o controle da missão.
A partir de 1889, a Sociedade Missionária Evangélica de Paris, da Igreja Reformada Francesa, assumiu gradualmente o trabalho até a saída dos missionários americanos em 1913.
Em 1961, a denominação foi formalmente organizada e tornou-se independente da missão, com o nome Igreja Evangélica do Gabão (IEG).
A partir de 1970, a igreja sofreu com diversas divisões, que resultaram no surgimento de várias facções. Em 1997, os dois maiores grupos resultantes da fragmentação se reunificaram e, em 2005, todos os demais grupos dissidentes voltaram a fazer parte da IEG.
Desde então, a denominação cresceu e se espalhou por todas as partes do país.
A igreja administra 94 escolas primárias, 6 escolas secundárias e 1 hospital.
Em 2006, a denominação tinha 20.500 membros, em 108 igrejas.
Em 2016, foram estimados 30.000 membros.

## Doutrina
A igreja subscreve o Credo dos Apóstolos e a Confissão de Fé Francesa. Além disso, permite a ordenação de mulheres desde agosto de 2004.

## Relações intereclesiásticas
A igreja é membro do Concílio Mundial das Igrejas.